# Alessandro Scarano
Alessandro Scarano (Borgo Maggiore, 3 settembre 1983) è un avvocato e politico sammarinese.
Dal 2002 è iscritto al Partito Democratico Cristiano Sammarinese ed è stato membro della direzione del partito dal 2010 al 2017 e poi nuovamente dal 2019.
È stato eletto nel Consiglio Grande e Generale per la XXVII Legislatura (2008-2012) durante la quale ha ricoperto il ruolo di Sindaco di Governo. È stato rieletto nel 2019 e ha fatto parte sia della Commissione consiliare permanente Affari costituzionali ed istituzionali che della Affari esteri.
È Capitano reggente dal 1º aprile 2023 insieme ad Adele Tonnini.